# Menyhért Palágyi

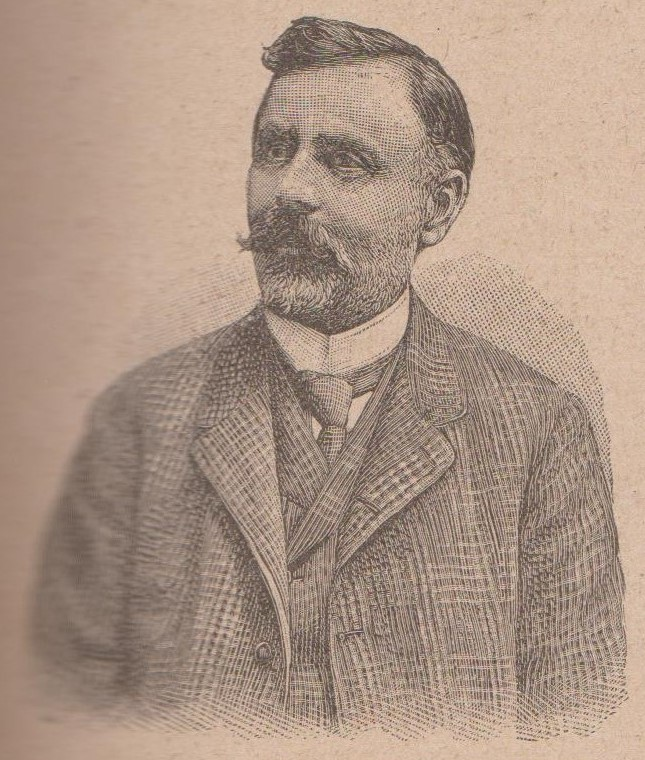
Menyhért Palágyi (1889)

Menyhért Palágyi (ursprünglicher Name: Silberstein) (* 16. oder 26. Dezember 1859 in Paks, Ungarn; † 14. Juli 1924 in Darmstadt), in deutschsprachigen Publikationen Melchior Palágyi, war ein ungarisch-jüdischer Philosoph, Mathematiker, Physiker, Literatur- und Erkenntnistheoretiker und betrieb Forschungen zur Logik, Erkenntnistheorie und Naturphilosophie. Er war der ältere Bruder des ungarischen Dichters Ludwig Palágy.

## Werk
Palágyi präsentierte in seinem Werk Neue Theorie des Raumes und der Zeit (1901) eine „Raumzeitlehre“, welche eine gewisse äußerliche Ähnlichkeit mit dem Raumzeitformalismus von Henri Poincaré und Hermann Minkowski im Rahmen der speziellen Relativitätstheorie hatte (z. B. die imaginäre Zeitkoordinate it als vierte Dimension). Um 1914 warf er Albert Einstein und Minkowski gar Plagiat vor, jedoch drückte er gleichzeitig seine Ablehnung der RT aus, was er damit begründete, dass  sie seine Theorien völlig missverstanden hätten. Wie Max Born oder Klaus Hentschel jedoch ausführen, hatte seine Philosophie mit der Physik der Relativitätstheorie nichts gemein, sondern ist bloß eine Neuformulierung der klassischen Zusammenhänge. Palagyi wird auch mit seinem Konzept einer vitalen Phantasie als einer der Ahnherren der kybernetischen Anthropologie gehandelt. Seine Theorie der virtuellen Bewegung bildet die Basis für verschiedene bewegungstherapeutische Konzepte.

## Sonstiges
Menyhért Palágyi (Melchior Palágyi) wurde auf dem Waldfriedhof Darmstadt (Grabstelle: R 14 IIc 109) bestattet.

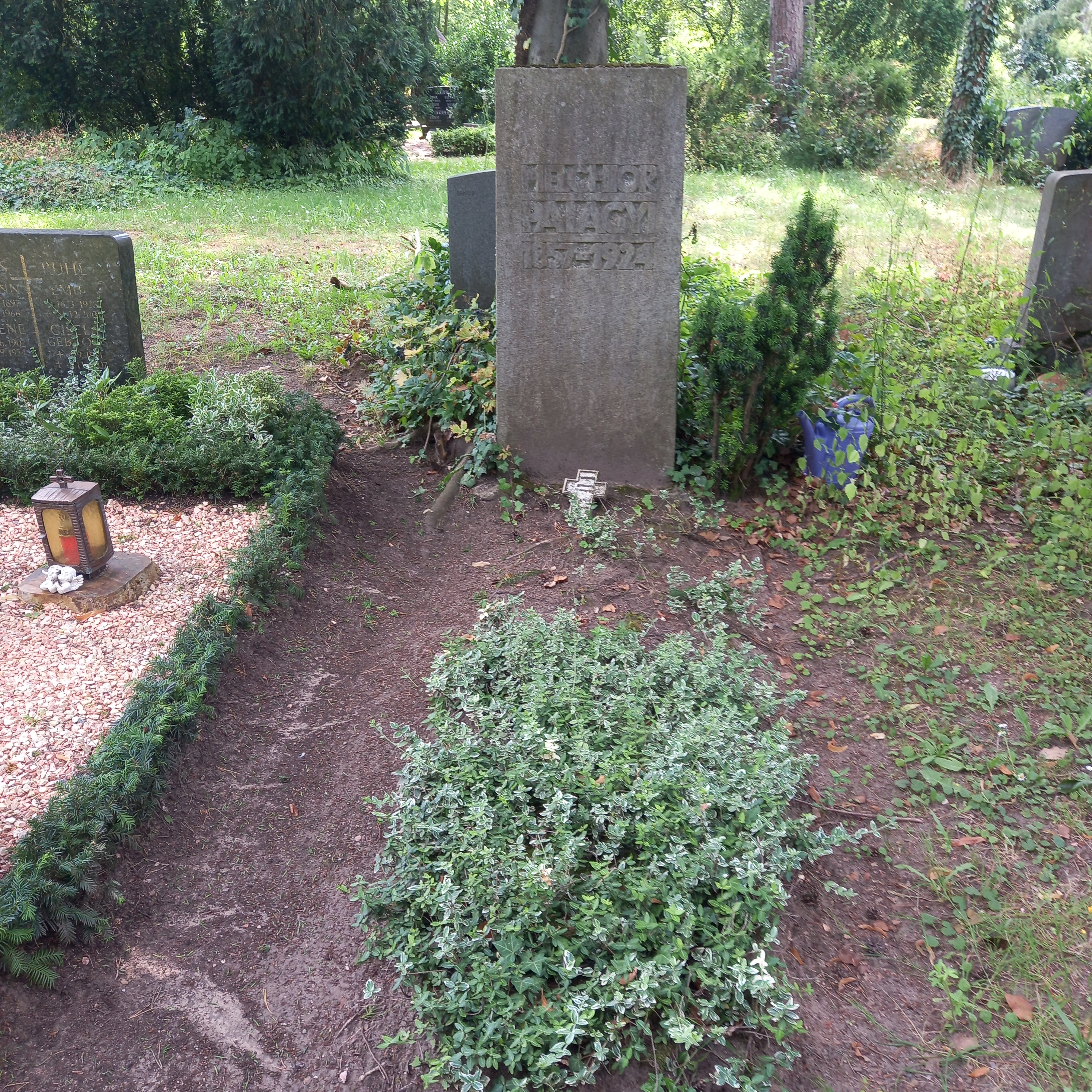
Das Grab von Menyhért Palágyi auf dem Waldfriedhof Darmstadt

## Werke
- Madách Imre élete és költészete (I. Madachs Leben u. Dichtungen. Mit Portr. Von M. P.). Budapest: Athenaeum, 1900.
- Neue Theorie des Raumes und der Zeit. Die Grundbegriffe einer Metageometrie. Unveränd. reprogr. Nachdr. d. Ausg. Leipzig, Engelmanns Verlag, 1901. Darmstadt: Wiss. Buchges., 1967.
- Kant und Bolzano: Eine krit. Parallele. Halle a.S.: M. Niemeyer, 1902.
- Der Streit der Psychologisten und Formalisten in der modernen Logik. Leipzig: W. Engelmann, 1902.
- Die Relativitätstheorie in der modernen Physik. Vortrag gehalten auf dem 85. Naturforschertag in Wien. Berlin: G. Reimer, 1914.
- Zur Weltmechanik. Beiträge zur Metaphysik der Physik. Mit einem Geleitwort von Ernst Gehrcke. Leipzig. Verlag von Johann Ambrosius Barth. 1925
- Naturphilosophische Vorlesungen: Über die Grundprobleme des Bewusstseins und des Lebens. Leipzig: Johann Ambrosius Barth 1924.
- Wahrnehmungslehre. Mit e. Einführung v. Dr. Ludwig Klages. Leipzig: Barth, 1925.